# Schlangenlinien-Grasbüscheleule
Die Schlangenlinien-Grasbüscheleule (Lateroligia ophiogramma), zuweilen auch Röhricht-Graseule genannt, ist ein Schmetterling (Nachtfalter) aus der Familie der Eulenfalter (Noctuidae). In der Literatur ist die Art zuweilen auch unter Apamea ophiogramma zu finden. Das Artepitheton leitet sich von den griechischen Worten όφις und γραμμή mit den Bedeutungen „Schlange“ und „Linie“ ab und bezieht sich auf die geschlängelte Längslinie, die den hellen und dunklen Bereich auf der Vorderflügeloberseite voneinander trennt.

## Merkmale

### Falter
Die Flügelspannweite der Falter beträgt 27 bis 35 Millimeter. Die Färbung der Falter variiert geringfügig. Bei der Normalform ist die Grundfarbe der Vorderflügeloberseite gelbbraun. Vom Vorderrand erstreckt sich ein großer schwarzbrauner Fleck durch die Diskalregion bis knapp hinter die Zelle, der von einer geschlängelten Längslinie gegen den gelbbraunen Bereich abgegrenzt wird. Die Nierenmakel ist in der Regel hellbraun gefüllt. Ringmakel und Querlinien sind undeutlich. Zuweilen erscheinen Exemplare mit brauner oder bleigrauer Grundfärbung. Die Hinterflügeloberseite ist zeichnungslos graubraun. Auf der Flügelunterseite ist ein Diskalfleck zu erkennen.

### Raupe
Die Raupen sind glasig gelbgrau gefärbt und mit einigen kleinen schwarzen Punktwarzen versehen. Kopf und Afterschild sind schwarzbraun gefärbt.

## Verbreitung und Lebensraum
Die Schlangenlinien-Grasbüscheleule ist in Europa und dem gemäßigten Asien bis nach Japan weit verbreitet. Die Art wurde nach Nordamerika eingeschleppt und im Jahr 1989 erstmals in British Columbia nachgewiesen. Seitdem breitet sie sich über die südlichen kanadischen Provinzen sowie die nördlichen Bundesstaaten der USA aus. Hauptlebensraum der Art sind Ufergebiete von Flüssen und Seen, Küstengebiete sowie Moore, Auen und feuchte Wiesen. In den Alpen steigt die Schlangenlinien-Grasbüscheleule bis auf etwa 2000 Meter Höhe.

## Lebensweise
Die Falter sind nachtaktiv und fliegen in einer Generation zwischen Juni und August. Sie erscheinen nachts an künstlichen Lichtquellen und Ködern. Die Raupen leben ab September in den Stängeln der Nahrungspflanzen, die sie aushöhlen. Sie überwintern und ernähren sich bis zum Mai des folgenden Jahres von verschiedenen Gräsern, in erster Linie von Wasser-Schwaden (Glyceria maxima) oder Rohrglanzgras (Phalaris arundinacea). Die Verpuppung erfolgt in einem leichten Gespinst am Boden oder dicht unter der Erdoberfläche.

## Gefährdung
Die Schlangenlinien-Grasbüscheleule ist in Deutschland weit verbreitet, gebietsweise zahlreich vorkommend und wird als „nicht gefährdet“ eingestuft.